# Gornești
Gornești (węg. Gernyeszeg) – wieś w Rumunii, w okręgu Marusza, w gminie Gornești. W 2011 roku liczyła 1926 mieszkańców.